# Paulo Jorge dos Santos Futre
Paulo Jorge dos Santos Futre, més conegut com a Paulo Futre (n. 28 de febrer de 1966, a Montijo, Portugal), és un exfutbolista portuguès que va jugar com a extrem. El seu primer equip va ser l'Sporting de Lisboa.
Va començar jugant en la Superliga portuguesa amb els capitalins. El 1984 fitxa per un altre gran equip del país, el FC Porto. Amb aquest conjunt juga tres temporades i aconsegueix diversos títols: dues Lligues, dues Supercopes de Portugal i, sobretot, una Copa d'Europa. A més a més va ser nomenat millor jugador de la lliga en dues ocasions.
El 1987 recala a l'Atlètic de Madrid. En eixa campanya Futre va aconseguir el trofeu Pilota de Plata que l'acredita com el segon millor jugador d'Europa (després de la seva espectacular actuació en la Copa d'Europa). El seu debut en la Primera divisió espanyola va ser el 30 d'agost de 1987 en partit contra el CE Sabadell.
Futre roman a l'equip matalasser sis temporades, guanyant dues Copes del Rei i aconseguint un subcampionat de Lliga. Gràcies a això, va esdevindre un dels símbols de l'Atlético en el canvi de dècada.
El 1993, després d'una curta etapa al Benfica, marxa a jugar la Ligue 1 a les files de l'Olympique de Marsella. La temporada següent juga al Calcio italià amb el Reggiana Calcio. El 1995 fitxa per l'AC Milan, equip amb el qual milita una temporada, en la qual s'enduran l'Scudetto.
La temporada 96-97 marxa a la FA Premier League a jugar amb el West Ham FC. En el tram final de la seua carrera retorna a l'Atlètic de Madrid (97/98), on va jugar només 10 partits, amb els quals suma fins a 173 i 38 gols a la màxima competició de l'Estat espanyol. Abans de retirar-se com futbolista Futre juga una temporada al Yokohama Flugels del Japó.
Després de penjar les botes, Futre va tornar al conjunt madrileny per a exercir com a director esportiu de l'equip. Va aconseguir treure a l'equip de l'infern de la segona divisió i va estar en el càrrec fins a 2003.

## Selecció
Futre ha estat internacional amb la selecció de futbol de Portugal en 41 ocasions. Ha marcat un total de sis gols amb la seva selecció.

### Participacions en Copes del Món
Ha participat en la Copa Mundial de Futbol de Mèxic de 1986 amb la Selecció portuguesa disputant tres partits contra Anglaterra, Polònia i el Marroc. Futre va jugar tres partits dels quals només va ser titular contra el Marroc.